# Ralph Nicholson Wornum
Ralph Nicholson Wornum (1812–1877) foi um artista britânico, historiador de arte e administrador. Ele foi Guardião e Secretário da National Gallery of London de 1855 até sua morte.

## Vida pregressa
Ele era filho de Robert Wornum, um fabricante de piano, e nasceu em Thornton, perto de Norham, Northumberland, em 29 de dezembro de 1812. Tendo estudado na University College London em 1832, compareceu ao estúdio de Henry Sass. Em 1834 ele foi para o exterior, passando seis anos visitando galerias, em Munique, Dresden, Roma, Florença e Paris.

## Arte e design em Londres
No final de 1839, Wornum estabeleceu-se em Londres como retratista. Thomas Sibson veio estudar com ele. Ele foi honrosamente mencionado no concurso de cartuns de Westminster Hall de 1840. Em 1848, Wornum foi nomeado professor de arte para as escolas de design do governo e lecionou em torno da Inglaterra. Entre seus temas foi de design islâmico, e ele sugeriu que seus alunos devem visitar reconstrução de Alhambra na Sydenham Crystal Palace, por Owen Jones.
Em 1852 ele foi nomeado bibliotecário e detentor de elencos para as escolas de design do governo, em seguida, sob a direção da Junta Comercial. Uma reorganização criou o Departamento de Arte Prática e Henry Cole enviou Wornum em uma missão para a França.

## Na National Gallery
Em dezembro de 1854, ele foi escolhido como sucessor de Thomas Uwins e George Saunders Thwaites, como guardião da Galeria Nacional e secretário dos curadores, sob a recomendação de Sir Charles Eastlake, um movimento de reforma na administração da Galeria, com um grande aumento no salário. O próprio Eastlake foi nomeado Diretor da Galeria em março de 1855, e no mês de julho seguinte foram emitidas minutas do Tesouro, reconstituindo inteiramente a administração. Em 1860-18, Wornum foi fundamental na obtenção da coleção Turner, que havia sido banida primeiro para a Marlborough House e depois para South Kensington (1856-60), restaurada em seu lugar na National Gallery, de acordo com os termos da Convenção. legado do artista. Wornum trabalhou com John Ruskin neste projeto. O legado de Turner incluía alguns desenhos considerados obscenos; Wornum queimou, e Ruskin observou-o fazer isso.
As energias de Wornum eram dedicadas ao aperfeiçoamento e desenvolvimento, e ele desaprovou a separação das imagens de artistas britânicos daquelas por estrangeiros. Ele morreu em sua residência, 20 Belsize Square, South Hampstead, em 15 de dezembro de 1877, deixando uma viúva e uma grande família.

## Trabalho
A partir de 1840, ele contribuiu para a Penny Cyclopædia, e em 1841 para o Dicionário de Antiguidades Gregas e Romanas de William Smith, enquanto ele também escreveu para o abortado Dicionário Biográfico da Sociedade para a Difusão do Conhecimento Útil. Em 1846 ele começou a trabalhar para o Art Journal, e, tendo chamado a atenção para as deficiências dos catálogos da National Gallery, então em circulação, ele foi autorizado por Sir Robert Peel a compilar um catálogo oficial. Isso apareceu em 1847 e serviu de modelo para publicações semelhantes.
Em 1848 ele publicou um Ensaio sobre as Escolas de Design na França. Em 1851 ele recebeu o prêmio oferecido pelo Art Journal pelo melhor ensaio sobre 'A Exposição de 1851 como uma Lição de Gosto'.
Em 1855, Wornum editou e praticamente reescreveu um Catálogo Biográfico dos Principais Pintores Italianos, "por uma dama" (Maria Farquhar), enquanto em 1856 contribuiu com a vida de artistas britânicos para o Império Britânico de Edward Shepherd Creasy. Durante 1861, ele editou, em um fólio sumptuoso, com memórias e notas, The Turner Gallery, formando uma série de sessenta gravuras. Walter Thornbury, em sua Life of Turner (1862), passou algumas observações depreciativas sobre Wornum; uma resposta veio em um artigo no Quarterly Review (abril de 1862), no qual o trabalho de Wornum foi elogiado. Na introdução à Turner Gallery, Wornum pediu uma ampliação das galerias de Trafalgar Square, que eram bastante inadequadas para conter as 725 fotos então pertencentes à nação.

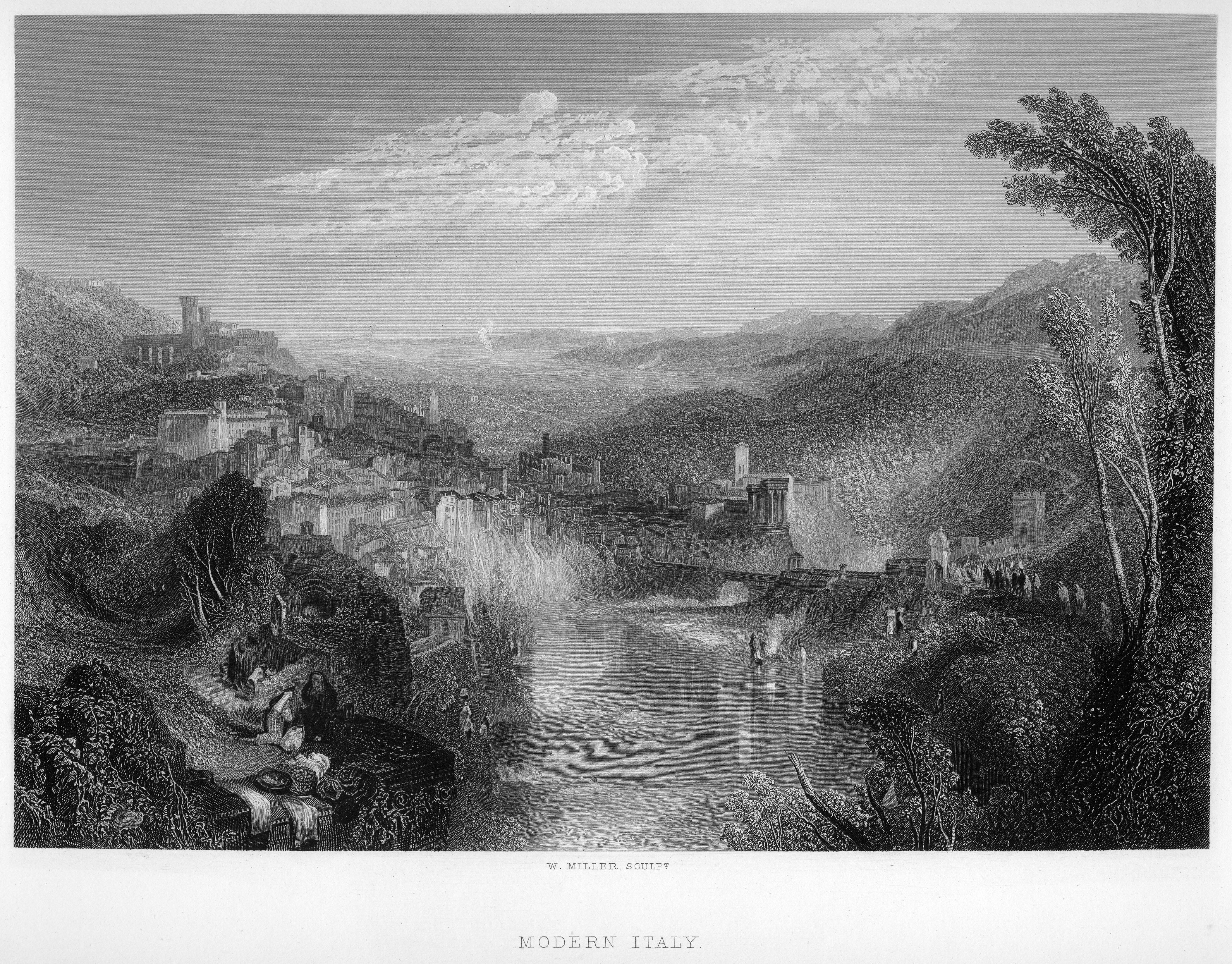
Gravura por William Miller de The Turner Gallery (1875).

As principais publicações de Wornum foram:
- 'As épocas da pintura: um ensaio biográfico e crítico sobre pintura e pintores de todos os tempos e muitos lugares', Londres, 1847; ampliado, 1859 e 1864. Este foi dedicado por Wornum à memória de seu pai. Em acréscimo às edições posteriores está "uma tabela das contribuições de alguns dos mais eminentes pintores às exposições da Royal Academy". Isto foi adotado como um livro para exames de escola de arte.
- 'Análise do ornamento: as características do estilo e introdução ao estudo da história da arte ornamental', Londres, 1856; 8ª edição. 1893
- 'Some conta da vida e obras de Hans Holbein, Painter, de Augsburg, com numerosas ilustrações,' 1867. Anexado foi um catálogo de retratos e desenhos de Holbein em Windsor.
- Saulo de Tarso; ou Paul e Swedenborg. Por um leigo, 'Londres, 1877. Wornum tinha sido um membro da Nova Igreja, embora como' não-separatista 'ele permanecesse em comunhão com a Igreja da Inglaterra. Neste livro ele expressou a noção de conflito entre o ensino de Cristo e a teologia de São Paulo.[1]

Além disso Wornum editou:
- 'Palestras sobre pintura' [por Barry, Opie e Fuseli], 1848, para a Biblioteca Bohn ;
- "Anedotas de Pintura na Inglaterra", de Horace Walpole, com notas e emendas, Londres, 1849, 3 vols. (uma edição revisada apareceu em 1888);
- 'A galeria nacional;' uma seleção de quadros dos antigos mestres, fotografados por Leonida Caldesi (com anotações), Londres, 1868-1873;
- 'Gravuras da National Gallery,' 18 placas, com notas, duas séries, 1876-18.[1]

## Família
Seus filhos incluíam o arquiteto Ralph Selden Wornum.